# Ярославсько
Ярославсько (пол. Jarosławsko) — село в Польщі, у гміні Пелчиці Хощенського повіту Західнопоморського воєводства.
Населення — 528 осіб (2011).
У 1975-1998 роках село належало до Гожовського воєводства.

## Демографія
Демографічна структура станом на 31 березня 2011 року:
|          | Загалом | Допрацездатний вік | Працездатний вік | Постпрацездатний вік |
| -------- | ------- | ------------------ | ---------------- | -------------------- |
| Чоловіки | 265     | 70                 | 177              | 18                   |
| Жінки    | 263     | 65                 | 160              | 38                   |
| Разом    | 528     | 135                | 337              | 56                   |